# Völkischer Kampfring Südtirols
Der Völkische Kampfring Südtirols (VKS) war eine nationalsozialistische Organisation in Südtirol.

## Geschichte
Die Organisation wurde am 18. Juni 1933 von Jugendgruppen der vom Italienischen Faschismus aufgelösten Turnerbünde und des Alpenvereins im Untergrund als „Südtiroler Heimatfront“ auf der Bozener Haselburg gegründet und 1934 in „Völkischer Kampfring Südtirols“ umbenannt. VKS-Führer wurde 1935 der Schneidergeselle Peter Hofer aus St. Michael bei Kastelruth, bis dahin Obmann der katholischen Gesellenjugend. Vertrauensmann des VKS in der Reichsregierung war SS-Obergruppenführer Werner Lorenz, Leiter der Volksdeutschen Mittelstelle.
Dem VKS gehörten Angestellte, Bauern, Gewerbetreibende, Handwerker und Arbeiter an. Das Durchschnittsalter lag 1933/34 unter 28 Jahren. Viele seiner Mitglieder stammten aus dem vom Italienischen Faschismus im Zuge seiner Italienisierungspolitik aufgelösten Alpenverein. Der VKS war von Beginn an, dem Vorbild NSDAP gemäß, nach dem Führerprinzip organisiert.
Der VKS strebte anfangs eine Rückkehr Südtirols nach Österreich im Rahmen einer großdeutschen Lösung an (Österreich als Teil Deutschlands). Er nährte durch seine Unterstützung für und durch das nationalsozialistische Deutschland Hoffnungen in der Südtiroler Bevölkerung auf einen baldigen Anschluss ans Reich, die ihren Höhepunkt unmittelbar nach dem Anschluss Österreichs und des Sudetenlands fanden.
Als jedoch am 29. Juli 1939 bekannt wurde, dass sich Adolf Hitler und Benito Mussolini in einem Abkommen auf die Beibehaltung der Brennergrenze und die eventuelle Umsiedlung der deutschsprachigen Bevölkerung aus Südtirol, dem Kanaltal und den Sprachinseln im Rahmen der sogenannten „Option“ geeinigt hatten, machte sich in Südtirol Enttäuschung breit. Bei einem Treffen mit dem Deutschen Verband im Bozner Marieninternat bei Kanonikus Michael Gamper gab der VKS bekannt, eine Aussiedlung aus der Heimat keinesfalls zu unterstützen. Bald darauf machte der VKS jedoch eine Kehrtwendung und übernahm die offizielle Linie seiner nationalsozialistischen Unterstützer, der Regierung Hitler. Damit stellte er sich in Gegensatz zu Gamper und zum Andreas-Hofer-Bund.
Der VKS betrieb nun massiv Propaganda für die Option zur Umsiedlung ins Deutsche Reich, bestehend aus Appellen ans völkisch-nationale Bewusstsein, sorgsam entwickelten Drohszenarien (etwa dem Gerücht, Italien werde alle „Dableiber“ in den Süden umsiedeln) und Terrorakten gegenüber „Dableibern“. Die Aktivitäten des VKS hatten wesentlichen Einfluss darauf, dass sich 166.488 Südtiroler, rund 85 % der Befragten, für die deutsche Staatsbürgerschaft entschieden. Von diesen wanderte bis 1943 nicht ganz die Hälfte, etwa 75.000, ins Großdeutsche Reich aus.
Die Amtliche deutsche Ein- und Rückwanderungsstelle (ADERSt), die dem Reichskommissar für die Festigung deutschen Volkstums (RKFdV) unterstand, übertrug am 30. Januar 1940 die gesamte Betreuung der Umsiedler dem zuvor illegalen VKS, der sich nunmehr Arbeitsgemeinschaft der Optanten für Deutschland (AdO) nannte und die Umsiedlung „heim ins Reich“ organisierte. Führer der Organisation war nach wie vor Peter Hofer. Der VKS baute dabei eine Verwaltungsstruktur für die Südtiroler und Kanaltaler Optanten auf, die parallel zu den italienischen Behörden bestand und Kontrolle auch in abgelegensten Orten ausübte.
Mit der Bildung der Operationszone Alpenvorland 1943 innerhalb der Italienischen Sozialrepublik endete die Aussiedlung. Die Wehrmacht ersetzte die örtlichen italienischen Bürgermeister durch Südtiroler „Optanten“, großteils vormalige AdO- und VKS-Mitglieder; VKS-Führer Peter Hofer wurde Präfekt von Bozen, starb allerdings am 2. Dezember 1943 in Bozen durch einen alliierten Bombenangriff.
Nach Kriegsende blieben die überlebenden ehemaligen Aktivisten des VKS von strafrechtlicher Verfolgung verschont und rückten zum Teil in wichtige gesellschaftliche Positionen auf.

## Prominente Mitglieder
- Peter Hofer (Obmann)
- Paul Maria Hafner
- Karl Nicolussi-Leck
- Josef Schwammberger